# Русичі (гурт)
«Русичі» — український фольк-рок і фанк-гурт, заснований 2005 року в місті Білгород-Дністровський (Одеська область). Грає етнічну музику, пристосовану до сучасних ритмів року та регі.

## Історія
Гурт заснований Богданом Нікіруєм у Білгороді-Дністровському на громадських засадах 1999 року. Перший концерт у рок-стилі «Русичі» дали 2005 року, а перший неофіційний альбом записали у церкві. 
До складу входили: Богдан Нікіруй (спів, скрипка, сопілки), Людмила Мазур (спів), Іларіон Лебедєв (спів, гітара, бас), Анатолій Красовський (ударні) та Володимир Ленський (скрейтч).
Метою творчої формації гурту стала популяризація народної музики, донесення до широкого загалу слухачів великого обсягу музичної творчості, яка сягає своїм корінням в глибоке та сильне своєю енергетикою минуле. В основі репертуару давні мелодії з елементами сучасних гармоній та ритмів. Жанри: фолк, рок, фанк, диско, регі, панк і елементи джазу.
«Русичі» виступали на фестивалях «Підкамінь», «Лемківська Ватра» , «Бойківська ватра», «Трипільське коло», «Флюгери Львова» та взяли участь у проєкті Тараса Чубая «Наше Різдво».
Студійний альбом «Щебетала пташечка» було записано на студії «Комора» та видано лейблом RG Music 2008 року . Того ж року пісня «Грушечка» потрапила до збірки «Найкращі пісні української естради».
2009 року «Русичі» представляли Україну на одному з найбільших фестивалів світу — Przystanek Woodstock (Польща).
З січня 2010 року фолк-рок група працює на базі Центру культури та дозвілля Білгорода-Дністровського, цього ж року колектив одержав звання «народний».
Творчість гурту долучено до підручника «Музичне мистецтво» для 7 класу загальноосвітніх навчальних закладів 

## Учасники гурту
- Богдан Нікіруй — вокал, скрипка, сопілка (декілька видів), окарина, лідер гурту
- Ярослав Ляшок — бас-гітара
- Ішкова Ірина — вокал
- Іван Плугатарьов — гітара

### Колишні учасники
- Іларіон Лебедєв — вокал, гітара, 2005—2013 рр.
- Людмила Мазур — вокал, 2005—2010 рр.
- Анатолій Красовський — ударні
- Руслан Чертков — бас
- Євген Барабанов — ударні
- Максим Горобець — бас
- Руслан Новіков — бас
- Сергій Новицький — ударні
- Дмитро Рачков — бас
- Максим Горобець — бас
- Андрій Ткаченко — бас
- Валентин Вишневський — бас
- Володимир (Dj Roota) Ленський — скретч
- Владислав Олійник — перкусія, ковбели, бубон

## Дискографія
- 2007 — «Акустика» (живий проєкт)
- 2008 — «Щебетала пташечка» (студія «Комора», лейбл RG Music). «Диск поєднує різні прочитання народних пісень з елементами року, регі, ска, фанку, кантрі. Здебільшого це жваві танцювальні пісні, хоча музиканти все ж таки дають змогу вам відпочити і на ліричній пісні».